# Parvocythere dentata
Parvocythere dentata is een mosselkreeftjessoort uit de familie van de Parvocytheridae. De wetenschappelijke naam van de soort is voor het eerst geldig gepubliceerd in 1959 door Hartmann.